# CRH plc
Група CRH, також Cement Roadstone Holding — міжнародна група компаній галузі будівельних матеріалів, які виробляють та постачають широкий асортимент продукції для будівельної галузі. Компанія зареєстрована в Ірландії, де вона є найбільшою ірландською компанією. 
CRH зайняла 363 місце у списку Fortune Global 500 2017 року.

## Історія
Заснована в 1970 в Ірландії шляхом злиття двох державних компаній Cement Limited (заснована в 1936) та Roadstone Limited (заснована в 1949).
На момент утворення компанія була єдиним виробником цементу в Ірландії та основним постачальником щебеню, асфальту і виробів з цементу.

## Сучасність
CRH має первинний лістинг на Лондонській фондовій біржі та є складовою фондового індексу FTSE 100. Вона має вторинні лістинги на Ірландській фондовій біржі (де вона є складовою частиною індексу ISEQ 20) та Нью-Йоркській фондовій біржі. CRH є також складовою індексу Euro Stoxx 50.
Компанія розвивається у трьох основних напрямах:
- виробництво промислових будматеріалів;
- виробництво споживчих будматеріалів;
- дистрибуція будматеріалів.

Компанія працює у 32 країнах і має близько 90 000 співробітників на більш ніж 3700 підприємствах. CRH є найбільшою компанією в галузі будівництва в Північній Америці, регіональним лідером у Європі та має стратегічні позиції в Азії.

## CRH в Україні
CRH в Україні здійснює діяльність у трьох напрямках:
● виробництво цементу;
● виробництво бетону та залізобетонних виробів;
● виробництво щебеню.
В Україну холдинг зайшов у 1999 році шляхом придбання основної частки акцій ПАТ «Подільський цемент» (Кам'янець-Подільський, Хмельницька обл.), де в 2011 році була введена в експлуатацію сучасна піч з випалювання клінкеру сухим способом, потужністю 7,5 тис. тонн клінкеру на добу. В цьому ж році компанією був викуплений контрольний пакет акцій ТОВ «Цемент» (м. Одеса), а у вересні 2013 року - ПАТ «Миколаївцемент» (Львівська обл.).
CRH - один з лідерів цементного ринку в Україні за обсягами виробництва. Клінкер (головний компонент цементу) виготовляється в Кам'янці-Подільському і використовується на заводах в Одесі та Миколаєві для подальшого помелу цементу. 
У 2014 році на базі заводу в Кам'янці-Подільському відкрито сучасну сертифіковану лабораторію бетону, що надає послуги для клієнтів всіх трьох цементних підприємств CRH в Україні, вивчаючи, як цемент поводиться в бетоні, тестуючи всі компоненти бетонної суміші і надаючи рекомендації щодо поліпшення рецептур бетону.
З 2016 року всі три цементних заводи групи CRH в Україні здійснюють свою діяльність під єдиним брендом CRH.
Нецементний бізнес CRH в Україні складається з:
• Групи компаній «Полібетон» - виробництво товарного бетону і ЗБВ у Львівській обл.
• ПАТ «Білоцерківський завод ЗБК» - виробництво залізобетонних опор для ЛЕП в Київській обл.
• ПрАТ «Бехівський спеціалізований кар'єр» - виробництво щебеню та відсіву в Житомирській обл.
Центральний офіс компанії знаходиться в м. Києві.
Загалом на підприємствах в Україні працює близько 1000 осіб. «СіАрЕйч Україна» є членом Американської торговельної палати в Україні і Європейської бізнес асоціації (з 2003). Директором ТОВ «СіАрЕйч Україна» є Фредерік Обе.
ПАТ «Подільський цемент», ПАТ «Миколаївцемент» і ТОВ «Цемент» є членами Асоціації виробників цементу України «Укрцемент».
У 2024 році стало відомо, що CRH за 100 млн доларів придбала «Волинь-цемент» і «Південьцемент» в італійської компанії Buzzi, яка виходить з українського ринку, оскільки її визнали спонсором війни. CRH модернізує свою мережу бетонних заводів у Камʼянці-Подільському, Одесі та Миколаєві.